# Круглово (Орехово-Зуевский район)
Кругло́во — деревня в Орехово-Зуевском муниципальном районе Московской области. Входит в состав сельского поселения Ильинское. Население — 14 чел. (2010).

## Расположение
Деревня Круглово расположена в юго-западной части Орехово-Зуевского района, примерно в 39 км к югу от города Орехово-Зуево. Высота над уровнем моря 140 м.

## Название
Название связано с некалендарным личным именем Круглой.

## История
В 1926 году деревня входила в Старовский сельсовет Ильинской волости Егорьевского уезда Московской губернии, имелась школа 1-й ступени.
До 2006 года Круглово входило в состав Ильинского сельского округа Орехово-Зуевского района.

## Население
В 1926 году в деревне проживало 337 человек (139 мужчин, 198 женщин), насчитывалось 81 хозяйство, из которых 80 было крестьянских. По переписи 2002 года — 13 человек (6 мужчин, 7 женщин).
| 1926 | 2002 | 2006 | 2010 |
| ---- | ---- | ---- | ---- |
| 337  | ↘13  | ↗16  | ↘14  |